# Madhyam
Madhyam ist ein Textverarbeitungsprogramm in Devanagarischrift.
Es wird von der indischen Regierung und vom Indian Bureau of Standards benutzt. Mit ihm kann man Texte in verschiedenen indischen Sprachen verfassen, zum Beispiel in Hindi, Marathi, Nepali, Sanskrit und Konkani.
Es wurde entwickelt von Balendu Sharma Dadhich, und es eignet sich zum Verfassen, Ändern und Ausdrucken indischer Texte, auch zum Versenden von E-Mails und zum Surfen auf Hindi-Websites.